# Панамериканский Кубок по волейболу среди женщин 2016
15-й розыгрыш Панамериканского Кубка по волейболу среди женщин проходил со 2 по 10 июля 2016 года в Санто-Доминго (Доминиканская Республика) с участием 12 национальных сборных команд стран-членов NORCECA и CSV. Победителем в 4-й раз в своей истории стала сборная Доминиканской Республики.

## Команды-участницы
Состав участников был скомплектован следующим образом:
- Доминиканская Республика (команда страны-организатора);
- США, Пуэрто-Рико, Куба, Канада, Мексика, Коста-Рика (6 лучших команд от NORCECA по континентальному рейтингу на 1 января 2016 года[2]);
- Бразилия, Аргентина, Перу, Колумбия, Венесуэла  (5 лучших команд от CSV по международному рейтингу на 1 января 2016 года[3]).

После отказа от участия сборной Бразилии вакантное место было предоставлено Тринидаду и Тобаго (7-я сборная по рейтингу NORCECA).

## Система проведения турнира
12 команд-участниц на предварительном этапе разбиты на две группы, в которых играют в один круг. Приоритетом при распределении мест в группах является общее количество побед, затем количество набранных очков, соотношение выигранных и проигранных партий, соотношение игровых очков, результат личных встреч. За победы со счётом 3:0 команды получают по 5 очков, за победы 3:1 — по 4, 3:2 — по 3, за поражения 2:3 — по 2 очка, 1:3 — по 1, за поражения 0:3 очки не начисляются.
Победители групп напрямую выходят в полуфинал плей-офф. Команды, занявшие в группах 2-е и 3-и места, выходят в четвертьфинал и определяют ещё двух участников полуфинала. Полуфиналисты по системе с выбыванием определяют призёров первенства. Итоговые 5—10-е места по многоступенчатой системе распределяются между проигравшими в четвертьфиналах и командами, занявшими в группах предварительного этапа 4—5-е места. Итоговые 11—12-е место разыгрывают худшие команды в группах предварительного этапа.    

## Предварительный этап

### Группа А
| М | Команда                  | 1   | 2   | 3   | 4   | 5   | 6   | И | В | П | С/П  | О  |
| - | ------------------------ | --- | --- | --- | --- | --- | --- | - | - | - | ---- | -- |
| 1 | Доминиканская Республика |     | 3:0 | 3:0 | 3:1 | 3:0 | 3:0 | 5 | 5 | 0 | 15:1 | 24 |
| 2 | Пуэрто-Рико              | 0:3 |     | 3:0 | 3:0 | 3:0 | 3:0 | 5 | 4 | 1 | 12:3 | 20 |
| 3 | Канада                   | 0:3 | 0:3 |     | 3:1 | 3:1 | 3:0 | 5 | 3 | 2 | 9:8  | 13 |
| 4 | Колумбия                 | 1:3 | 0:3 | 1:3 |     | 3:1 | 3:2 | 5 | 2 | 3 | 8:12 | 9  |
| 5 | Венесуэла                | 0:3 | 0:3 | 1:3 | 1:3 |     | 3:0 | 5 | 1 | 4 | 5:12 | 7  |
| 6 | Мексика                  | 0:3 | 0:3 | 0:3 | 2:3 | 0:3 |     | 5 | 0 | 5 | 2:15 | 2  |

2 июля. Канада — Колумбия 3:1 (25:21, 18:25, 25:16, 25:21); Пуэрто-Рико — Мексика 3:0 (25:19, 25:19, 25:23); Доминиканская Республика — Венесуэла 3:0 (25:16, 25:11, 25:16).
3 июля. Пуэрто-Рико — Колумбия 3:0 (25:18, 25:17, 25:15); Канада — Венесуэла 3:1 (22:25, 25:20, 31:29, 25:21); Доминиканская Республика — Мексика 3:0 (25:17, 25:15, 25:19).
4 июля. Венесуэла — Мексика 3:0 (25:17, 25:20, 25:20); Пуэрто-Рико — Канада 3:0 (25:19, 25:17, 25:19); Доминиканская Республика — Колумбия 3:1 (25:13, 17:25, 25:18, 25:18).
5 июля. Пуэрто-Рико — Венесуэла 3:0 (25:12, 25:21, 25:17); Колумбия — Мексика 3:2 (21:25, 21:25, 25:23, 25:23, 17:15); Доминиканская Республика — Канада 3:0 (26:24, 25:21, 25:13).
6 июля. Канада — Мексика 3:0 (25:16, 25:18, 25:14); Колумбия — Венесуэла 3:1 (25:10, 25:16, 20:25, 25:23); Доминиканская Республика — Пуэрто-Рико 3:0 (25:22, 25:20, 25:23).

### Группа В
| М | Команда           | 1   | 2   | 3   | 4   | 5   | 6   | И | В | П | С/П  | О  |
| - | ----------------- | --- | --- | --- | --- | --- | --- | - | - | - | ---- | -- |
| 1 | США               |     | 3:2 | 3:0 | 3:0 | 3:0 | 3:0 | 5 | 5 | 0 | 15:2 | 23 |
| 2 | Куба              | 2:3 |     | 1:3 | 3:0 | 3:0 | 3:0 | 5 | 3 | 2 | 12:6 | 18 |
| 3 | Аргентина         | 0:3 | 3:1 |     | 2:3 | 3:0 | 3:0 | 5 | 3 | 2 | 11:7 | 16 |
| 4 | Перу              | 0:3 | 0:3 | 3:2 |     | 3:1 | 3:0 | 5 | 3 | 2 | 9:9  | 12 |
| 5 | Тринидад и Тобаго | 0:3 | 0:3 | 0:3 | 1:3 |     | 3:0 | 5 | 1 | 4 | 4:12 | 6  |
| 6 | Коста-Рика        | 0:3 | 0:3 | 0:3 | 0:3 | 0:3 |     | 5 | 0 | 5 | 0:15 | 0  |

2 июля. Аргентина — Коста-Рика 3:0 (25:10, 25:17, 25:15); Куба — Тринидад и Тобаго 3:0 (25:20, 25:14, 25:19); США — Перу 3:0 (25:20, 25:19, 27:25).
3 июля. Куба — Коста-Рика 3:0 (25:9, 25:8, 25:18); США — Тринидад и Тобаго 3:0 (25:11, 25:13, 25:19); Перу — Аргентина 3:2 (25:16, 25:19, 24:26, 20:25, 15:11).
4 июля. Перу — Коста-Рика 3:0 (25:10, 25:15, 25:19); Аргентина — Тринидад и Тобаго 3:0 (25:15, 25:12, 25:18); США — Куба 3:2 (19:25, 25:20, 18:25, 25:15, 15:7).
5 июля. Перу — Тринидад и Тобаго 3:1 (25:19, 23:25, 25:17, 25:15); США — Коста-Рика 3:0 (25:16, 25:10, 25:18); Аргентина — Куба 3:1 (22:25, 25:17, 25:23, 25:15).
6 июля. Куба — Перу 3:0 (25:19, 25:20, 25:21); Тринидад и Тобаго — Коста-Рика 3:0 (25:19, 25:14, 25:23); США — Аргентина 3:0 (25:14, 25:13, 25:23).

## Матч за 11-е место
8 июля
Мексика — Коста-Рика 3:0 (25:17, 25:16, 25:20).

## Плей-офф

### Классификационные матчи
8 июля. Играют команды, занявшие в группах предварительного этапа 4—5-е места.
Колумбия — Тринидад и Тобаго 3:0 (25:21, 25:17, 25:17).
Венесуэла — Перу 3:1 (25:27, 32:30, 25:18, 25:20).

### Четвертьфинал
8 июля. Играют команды, занявшие в группах предварительного этапа 2—3-е места.
Куба — Канада 3:2 (21:25, 25:18, 25:16, 21:25, 16:14).
Пуэрто-Рико — Аргентина 3:0 (25:11, 25:13, 25:18).

### Матч за 9-е место
9 июля. Играют проигравшие в классификационных матчах.
Перу — Тринидад и Тобаго 3:0 (25:21, 25:16, 25:22).

### Полуфинал за 5—8 места
9 июля. Проигравшие в четвертьфинале играют против победителей классификационных матчей.
Аргентина — Колумбия 3:2 (25:18, 23:25, 21:25, 27:25, 15:8).
Канада — Венесуэла 3:0 (25:20, 25:16, 25:22).

### Полуфинал за 1—4 места
9 июля. Победители групп предварительного этапа играют против победителей матчей четвертьфинала.
Пуэрто-Рико — США 3:1 (25:20, 21:25, 25:17, 25:20).
Доминиканская Республика — Куба 3:0 (25:11, 25:22, 25:21).

### Матч за 7-е место
10 июля. Играют проигравшие в полуфиналах за 5-8 места.
Колумбия — Венесуэла 3:1 (25:19, 20:25, 25:17, 25:13).

### Матч за 5-е место
10 июля. Играют победители полуфиналов за 5-8 места
Аргентина — Канада 3:0 (25:21, 25:23, 25:23).

### Матч за 3-е место
10 июля. Играют проигравшие в полуфиналах за 1-4 места
США — Куба 3:1 (20:25, 25:9, 25:15, 25:9).

### Финал
| 10 июля 2016 | \| Доминиканская Республика \| 3:2 norceca.net \| Пуэрто-Рико \| \| Аннерис Варгас (9) Лисвель Эве Мехия (4) Ниверка Марте Фрика (2) Джина Мамбру (8) Бетания де ла Крус (24) Брайелин Мартинес (30) Бренда Кастильо (либеро) Йонкайра Пенья Исабель (8) Ана Бинет Присилья Ривера Марианне Ферсола Джинейри Мартинес (4) \| Голы \| Вильмари Мохика Стефани Энрайт (19) Аурея Крус (8) Карина Осасио (13) Алехандра Окендо (5) Линда Моралес (6) Шара Венегас (либеро) Дали Сантана (13) Яримар Роса (4) Ширли Феррер (1) Наталия Валентин \| | Санто-Доминго «Ricardo Arias Gymnasium» 6000 зрителей |
| Счёт по партиям — 23:25, 25:18, 20:25, 25:21, 15:6. Время матча — 2 часа 31 минута. Судьи: Вальтер Вера, Эндрю Кэмерон. | | |
| Доминиканская Республика | 3:2 norceca.net | Пуэрто-Рико |
| Аннерис Варгас (9) Лисвель Эве Мехия (4) Ниверка Марте Фрика (2) Джина Мамбру (8) Бетания де ла Крус (24) Брайелин Мартинес (30) Бренда Кастильо (либеро) Йонкайра Пенья Исабель (8) Ана Бинет Присилья Ривера Марианне Ферсола Джинейри Мартинес (4) | Голы | Вильмари Мохика Стефани Энрайт (19) Аурея Крус (8) Карина Осасио (13) Алехандра Окендо (5) Линда Моралес (6) Шара Венегас (либеро) Дали Сантана (13) Яримар Роса (4) Ширли Феррер (1) Наталия Валентин |

## Итоги

### Положение команд
| Доминиканская Республика |
| Пуэрто-Рико              |
| США                      |
| 4. Куба                  |
| 5. Аргентина             |
| 6. Канада                |
| 7. Колумбия              |
| 8. Венесуэла             |
| 9. Перу                  |
| 10. Тринидад и Тобаго    |
| 11. Мексика              |
| 12. Коста-Рика           |

### Призёры
Доминиканская Республика: Аннерис Варгас Вальдес, Винифер Фернандес Перес, Лисвель Эве Мехия, Марианне Ферсола Норберто, Бренда Кастильо, Камиль Домингес Мартинес, Ниверка Марте Фрика, Присилья Ривера Бренс, Йонкайра Пенья Исабель, Джина Мамбру Касилья, Бетания де ла Крус де Пенья, Ана Бинет Стефенс, Брайелин Мартинес, Джинейри Мартинес. Главный тренер — Маркос Квик.
  Пуэрто-Рико: Дебора Сейлхамер, Шара Венегас, Вильмари Мохика, Яримар Роса, Стефани Энрайт, Аурея Крус, Диана Рейес, Карина Окасио, Ширли Феррер, Наталия Валентин, Дали Сантана, Алехандра Окендо, Линда Моралес, Паулина Прието Сераме. Главный тренер — Хуан Карлос Нуньес.
  США: Лорен Карлини, Майка Хэнкок, Меган Кортни, Бриттани Ховард, Мэдисон Кингдон, Тэйлор Симпсон, Александра Холстон, Никки Тэйлор, Карли Уопат, Рамат Альхасан, Келси Пэйн, Джастин Вонг-Орантес. Главный тренер — Дэниэл Фишер.

### Индивидуальные призы
| - MVP Брайелин Мартинес - Лучшие нападающие-доигровщики Брайелин Мартинес Мэдисон Кингдон - Лучшие блокирующие Аннерис Варгас Рамат Альхасан - Лучшая связующая Алехандра Муньос - Лучшая диагональная нападающая Карина Окасио | - Лучшая либеро Бренда Кастильо - Лучшая на подаче Майка Хэнкок - Лучшая на приёме Бренда Кастильо - Лучшая в защите Бренда Кастильо - Самая результативная Кенни Морено |